# تطبيق الشريعة الإسلامية حسب الدولة
الشريعة الإسلامية في جوهرها روحية تعبدية، تتجه تشريعاتها المادية لتنظيم المجتمع حتى يتسنى إقامة أوامر الدين، وتحقيق مقاصده للناس، وإصلاح أحوالهم في الدنيا والآخرة. ومما يمتاز به النموذج اللامركزي التشريعي الإسلامي، هو قربه من الناس، لوجود كل قاضٍ في دائرته أو بلدته أو قبيلته، يراعي طبائعهم وأعرافهم، ويحترم خصوصيات ثقافتهم، فيفتي لهم بقواعد الشريعة حسب ما يحقق بينهم مقاصدها، وليس حسب ما اختارته نخبة تشريعية بعيدة تمامًا عن تلك الدائرة المجتمعية، تصدر قانونًا ذا أثر اجتماعي فيُطبق على كل الشعب باختلاف عاداته وثقافته.
تلك الحالة من اللامركزية في التشريع وقوانين الفصل بين الناس، كانت عصيّة بطبيعتها على التأثر بالفساد التشريعي على مستوى التفاصيل التشريعية، وكان فساد قاضٍ مُعيّن، لا يؤثر على المجتمع ككل، بل يظل المجتمع محافظًا على اتجاهه واخلاقه، فيظهر فيه بسهولة من يشذ من القضاة برأي جائر. وذلك بالإضافة إلى أن اشتغال كل قاضٍ شرعي بالاجتهاد والاستنباط لما يُعرض عليه من مسائل، من شأنه أن يجعل عجلة الاجتهاد الفقهي والتجديد التشريعي الإسلامي مستمرة، تواكب العصر ومستجداته أولًا بأول ولا تتوقف، إذ يواجه القضاة الفقهاء مستحدثات جديدة تُعرض أمامهم، ويُطلب منهم أن يحكموا فيها بين الناس، فيُلزمهم هذا الأمر بالاجتهاد والتجديد، وإبقاء الشريعة نضرة تؤتي ثمارها بين الناس.
أن معضلة تطبيق الشريعة في الواقع المعاصر هي أعمق من مجرد تسلط حكام إقليميين مستبدين على البلاد الإسلامية يمنعون وصول من يطبقها، بل تكمن المشكلة في تبني أفكار شمولية لتعمل من داخلها الشريعة حتى من أنصار تطبيق الشريعة أنفسهم! … وبالرغم من أن الله عز وجل أخبرنا (وَجَعَلْنَاكُمْ شُعُوبًا وَقَبَائِلَ لِتَعَارَفُوا)، ومن ثم فلا حرج على المسلمين أن يستخدموا حلولًا وقوانين من أمم أخرى لمشاكل مُعاصرة يشترك فيها البشر؛ إلا أن هذا الاستخدام المحدد المنضبط يختلف تمامًا عن تبني مفاهيم شاملة كمنهج للمجتمع نعيش من خلالها، ويعيش تحتها الإسلام بمصطلحاتها وتحت شروطها التي تختفي فيها مقاصد تحقيق التقوى. وإن أغلب انحرافات الجماعات الإسلامية العاملة في السياسية تأتي من باب هذا الخلط بين الاستخدام والتبني، ومن الفصل بين (وَجَعَلْنَاكُمْ شُعُوبًا وَقَبَائِلَ لِتَعَارَفُوا)، و (إِنَّ أَكْرَمَكُمْ عِنْدَ اللَّهِ أَتْقَاكُمْ).
عملية التقنين للشريعة الواسعة داخل القالب الغربي ينشأ عنها اجتزاء أحكام إسلامية، واختزال الواسع منها، والخروج بها عن مقاصدها الجوهرية لكي تتوافق مع مفاهيم بنية الدولة الغربية الحديثة، فتنشأ على إثر ذلك أحكامًا مشوهة، لا هي إسلامية نقية، ولا هي غربية تمامًا.
نموذج التشريع والقضاء الذي كان يعيش في كنفه المسلمون على مر مئات السنين، كان ممثلًا في المحاكم الشرعية، والتي يكون القاضي فيها فقيهًا شرعيًا بالدرجة الأولى، ويحكم بناءاً على مصادر النصوص الإسلامية وبناءً على التراث الفقهي الموروث، وبناءً على اجتهاداته الشرعية في الاستنباط حسب كل حالة أمامه. في العصر الحديث، حلت القوانين الدول الأوروبية والغربية محل القوانين التقليدية في بعض الدول الإسلامية، مع الاحتفاظ بقواعد الشريعة بشكلاً رئيسي في قوانين الأحوال الشخصية والأسرة. تم تقنين هذه القوانين من قبل الهيئات التشريعية التي سعت إلى تحديثها دون التخلي عن أسسها في الفقه التقليدي. جلبت الصحوة الإسلامية في أواخر القرن العشرين دعوات من قبل الحركات الإسلامية للتطبيق الكامل للشريعة، بما في ذلك عقوبات الحد الأقصى مثل الرجم، والتي أدت في بعض الحالات إلى تغيير القانون التقليدي لعدة البلدان. كما تستخدم الأقليات المسلمة قوانين قائمة على الشريعة لتنظيم الزواج والميراث والشؤون الشخصية الأخرى لسكانها المسلمين.

## الخلفية التاريخية
الشريعة الإسلامية هي قانون ديني يُشكل جزءًا من التقاليد الإسلامية. يستشهد الفقه الإسلامي بأربعة مصادر للشريعة: القرآن الكريم والسُنة (الحديث الصحيح)، والقياس، والإجماع الفقهي. المذاهب الفقهية المختلفة - وأبرزها الحنفي والمالكي والشافعي والحنبلي والجعفري - منهجيات لاشتقاق أحكام الشريعة من المصادر الدينية. الفقه يميز فرعين أساسيان للقانون؛ العبادات والمُعاملات والتي تتكون بين مجموعة واسعة من المواضيع. وبالتالي، تتداخل بعض مجالات الشريعة مع المفهوم الغربي للقانون بينما يتوافق بعضها الآخر بشكلاً أوسع مع الحياة المعيشية للمسلمين وفقًا لإرادة وشرع الله عز وجل.
تم تطوير الفقه التقليدي من قبل عُلماء الدين، إلى حداً كبير من خلال الفتاوى الصادرة عن الفقهاء المؤهلين (المُفتين). تم تطبيقه تاريخيًا في المحاكم الشرعية من قبل القُضاة المُعيّنين من قبل الحاكم، والذين تعاملوا بشكلاً أساسي مع النزاعات المدنية وشؤون المُجتمع. قامت المحاكم السُلطانية والشرطة والمُحتسبية بإدارة العدالة الجنائية التي كانت تتوافق مع الشريعة ولكنها غير ملتزمة بقواعدها دائماً. تتمتع المُجتمعات غير المُسلمة (الذميّة) بالاستقلال القانوني للفصل في شؤونها الداخلية. على مر القرون، تم دمج المُفتين تدريجياً في بيروقراطيات الدولة ليصبحوا مُسيرين وفقاً لقوانين السُلطان، واُستكمل الفقه بقوانين اقتصادية وجنائية وإدارية مُختلفة أصدرها حكام مسلمون أيضاً. كان القانون المدني العُثماني لعام 1869-1876 أول محاولة جزئية لتقنين الشريعة الأسلامية في أورقتها.
تُقرّ بعض الدول ذات الأقلية المسلمة باستخدام قوانين الأسرة المبنية على الشريعة لسكانها المسلمين. تبنّي الشريعة والمطالبة بها في النظام القانوني للدول ذات الأقليات المسلمة الكبيرة هو موضوع نشط للنقاش الدولي. كما وُصفت إعادة تطبيق الشريعة في الدول ذات الأغلبية المسلمة بأنها «هدف طويل الأمد للحركات الإسلامية»، ورافقت محاولات إدخال أو توسيع الشريعة الإختلاف، والعنف، وحتى الحرب لدى العديد من البلدان.

## أنواع الأنظمة القانونية
يمكن تصنيف الأنظمة القانونية للدول الإسلامية على النحو التالي: الأنظمة المُختلطة، وأنظمة الشريعة التقليدية، والأنظمة العلمانية.

### أنظمة الشريعة الإسلامية
في ظل هذا النظام، الذي تشترك فيه أقلية صغيرة من البلدان الحديثة، فإن الشريعة تتساوى رسميًا مع القانون الوطني وتوفر جوهرها إلى حد كبير. للدولة حاكم يعمل كأعلى سلطة قضائية ويمكنه إصدار وتعديل القوانين في بعض المجالات القانونية، لكن علماء الدين يلعبون دورًا حاسمًا في تفسير الشريعة. تتجسد نظام الشريعة الكلاسيكية في المملكة العربية السعودية وبعض دول الخليج الأخرى. تشترك إيران في العديد من الميزات نفسها، ولكنها تمتلك أيضًا خصائص الأنظمة القانونية المختلطة، مثل البرلمان والقوانين المدونة.

### الأنظمة العلمانية
الأنظمة العلمانية هي تلك التي لا تلعب فيها الشريعة دورًا في النظام القانوني للأمة ولا يُسمح فيها بالتدخل الديني في شؤون الدولة والسياسة والقانون. كانت تركيا منذ تأسيسها (على يد أتاتورك) مثالاً للأمة ذات الأغلبية المُسلمة وبنظام علماني، لكن علمانيتها تلاشت بقدوم أردوغان. العديد من الدول في غرب إفريقيا وآسيا الوسطى تصف نفسها أيضًا بأنها علمانية.

### الأنظمة المُختلطة
مُعظم البلدان الإسلامية لديها أنظمة قانونية مُختلطة تفترض دستورًا بسيادة القانون، بينما تسمح أيضًا لقواعد الفقه الإسلامي التقليدي بالتأثير على مجالات معينة من القانون الوطني. تمتلك هذه الأنظمة مجموعات كبيرة من القوانين المقننة، والتي قد تستند إلى الرموز الأوروبية أو الهندية. في هذه الأنظمة، يلعب الدور التشريعي المركزي من قبل السياسيين والفقهاء الحديثين بدلاً من علماء الدين التقليديين. باكستان ومصر وماليزيا ونيجيريا أمثلة على الدول التي لديها أنظمة مختلطة. بعض البلدان التي بها أقليات مسلمة، مثل فلسطين المُحتلة، لديها أيضًا أنظمة مُختلطة تطبق الشريعة على سكانها المسلمين.

## مجالات التطبيق

### القانون الدستوري
تدمج مُعظم الدول ذات الأغلبية المسلمة الشريعة الإسلامية على مستوى ما في إطارها القانوني. تشير دساتيرهم بشكلاً عام إلى الشريعة كمصدر رئيسي للقانون، على الرغم من أن هذه المراجع في حد ذاتها لا تشير إلى مدى تأثر النظام القانوني بالشريعة، وما إذا كان التأثير له طابع تقليدي أو حديث. تشير الدساتير نفسها أيضًا إلى المبادئ العالمية مثل الديمقراطية وحقوق الإنسان، وتترك الأمر للمُشرعين والقضاء لتحديد كيفية التوفيق بين هذه القواعد في الممارسة العملية. وعلى العكس من ذلك، فإن بعض البلدان (مثل الجزائر)، التي لا يذكر دستورها الشريعة، لديها قوانين أسرة قائمة على الشريعة. تُعرِّف نسرين الأبيض بأن البحرين وإيران وباكستان والمملكة العربية السعودية دول لها «عواقب دستورية قوية» في تطبيق الشريعة على تنظيم وعمل السُلطة.

### القانون العائلي
تمتلك الدول ذات الأغلبية المسلمة قوانين عائلية قائمة على الشريعة (الزواج، الميراث، إلخ.). وتعكس القوانين الإسلامية بشكلاً عام تأثيرها في إصلاح مُختلف مشاكل العصر الحديث، حيث تظهر التفسيرات التقليدية والحداثية في نفس البلد، سواء في التشريعات أو قرارات المحاكم. لكن في بعض البلدان (على سبيل المثال، نيجيريا)، يمكن للناس أن يختاروا رفع قضية أمام محكمة شرعية أو محكمة علمانية.

### القانون الجنائي
تتبنى المملكة العربية السعودية قانونًا جنائيًا مُطلقًا للشريعة، ويتّبع القُضاة السعوديون الفقه الحنبلي التقليدي، لكن في العديد من الدول الإسلامية فأن القوانين الجنائية عمومًا، متأثرة بالقانون الفرنسي أو القانون العام، وفي بعض الحالات مزيج من التقاليد القانونية الغربية. لم في سياق حملات الأسلمة، أدخلت عدة دول (ليبيا، وباكستان، وإيران، والسودان، وموريتانيا، واليمن) قوانين جنائية تتبع الشريعة الإسلامية، والتي كانت تستند إلى نماذج غربية. في بعض البلدان أضيفت فقط العقوبات الحدية، والبعض الآخر سنت أيضا أحكاما في القصاص والدية. أصدرت إيران في وقت لاحق «قانون العقوبات الإسلامي» الجديد. يتضمن القانون الجنائي لأفغانستان والإمارات العربية المُتحدة حكماً عاماً يقضي بمعاقبة بعض الجرائم وفقاً للشريعة الإسلامية، دون تحديد العقوبات. كما سنت بعض الولايات النيجيرية قوانين جنائية إسلامية. تنص القوانين في إقليم آتشيه الإندونيسي على تطبيق عقوبات تقديرية (تعزير) على انتهاك الأعراف الإسلامية، لكنها تستبعد صراحة الحدود والقصاص. تنفذ بروناي «قانون العقوبات الشرعي»، الذي يتضمن أحكامًا للرجم وبتر الأطراف، على مراحل منذ عام 2014. الدول التي تكون فيها عقوبات الحدود قانونية لا تستخدم الرجم والبتر بشكل روتيني، وتطبق بشكل عام عقوبات أخرى بدلاً من ذلك.

### الخريطة

## أفريقيا

### الجزائر
تحدد المادة 222 من قانون الأسرة لعام 1984 الشريعة كمصدر تكميلي للقوانين.

### بنين
لديها نظام قانون مدني بتأثيرات من القانون العُرفي.

### بوركينا فاسو
لديها نظام قانون مدني.

### الكاميرون
لديها نظام قانوني مُختلط من القانون العام الإنجليزي والقانون المدني الفرنسي والقانون العُرفي.

### تشاد
بعد حصولها على الاستقلال من فرنسا، احتفظت تشاد بالنظام القانوني الفرنسي.

### جزر القمر
يعتمد النظام القانوني على كل من الشريعة وبقايا القانون الفرنسي. وفقًا للمادة 229-7 من قانون العقوبات، فإن أي مسلم يستخدم منتجات تحظرها الشريعة يمكن أن يعاقب بالحبس لمدة تصل إلى ستة أشهر.

### ساحل العاج
لديها نظام قانون مدني.

### جيبوتي
قانون الأسرة مشتق بشكل أساسي من الشريعة الإسلامية وينظم مسائل الأحوال الشخصية مثل الزواج والطلاق وحضانة الأطفال والميراث. الشريعة لا تنطبق على القانون الجنائي.

### مصر
تنص المادة 2 من دستور مصر لعام 2014 على أن مبادئ الشريعة الإسلامية هي المصدر الرئيسي للتشريع. نظام القانون والإنفاذ في مصر في حالة تغير مستمر منذ ثورة 2011؛  ومع ذلك، فإن إعلان أسبقية الشريعة في المادة 2 هو سبب محتمل لعدم دستورية أي قوانين علمانية في القانون المصري. المحاكم الشرعية والقضاة تدار وترخص من قبل وزارة العدل. قانون الأحوال الشخصية الذي ينظم مسائل مثل الزواج والطلاق وحضانة الأطفال تحكمه الشريعة الإسلامية. في محكمة الأسرة، شهادة المرأة تساوي نصف شهادة الرجل.

### إريتريا
ينطبق فقط على المسلمين الذين يختارون الدخول في التحكيم الشرعي: تنظر المحاكم الشرعية في قضايا تتعلق بالزواج والميراث وأسرة المسلمين.

### أثيوبيا
ينطبق فقط على المسلمين الذين يختارون الدخول في التحكيم الشرعي: للمحاكم الشرعية اختصاص في القضايا المتعلقة بالزواج والطلاق والنفقة والوصاية على القصر (فقط إذا كان كلا الطرفين مسلمين). كما تشمل أيضًا حالات تتعلق بالأوقاف أو الهبات أو الوراثة أو الوصايا بشرط أن يكون المتبرع مسلمًا أو كان المتوفى مسلمًا وقت الوفاة.

### الجابون
لديها نظام قانوني مختلط من القانون المدني الفرنسي والقانون العرفي.

### غامبيا
تحدد المادة 7 من الدستور الشريعة كمصدر للقانون في مسائل الأحوال الشخصية والميراث بين أفراد المجتمعات التي تنطبق عليها.

### غانا
غانا دولة علمانية. تعتبر باطلة أي قوانين أخرى تتعارض مع الدستور الوطني. لا يتم تطبيق أي قوانين دينية في القضايا المدنية أو الجنائية.

### غينيا بيساو
لديها نظام قانوني مختلط من القانون المدني والقانون العرفي.

### غينيا
لديها نظام قانون مدني.

### كينيا
تطبق الشريعة من قبل محاكم القضاة حيث «جميع الأطراف يعتنقون الديانة الإسلامية». بموجب المادة 170، القسم 5 من الدستور، يقتصر اختصاص محكمة القاضي على المسائل المتعلقة بـ «الأحوال الشخصية، أو الزواج، أو الطلاق، أو الميراث في الإجراءات التي يعتنق فيها جميع الأطراف الديانة الإسلامية ويخضعون لسلطة القاضي».

### ليبيا
دمج مُعمر القذافي المحاكم المدنية والشرعية في عام 1973. تستخدم المحاكم المدنية الآن قضاة شرعيين يعملون في محاكم الاستئناف العادية ومتخصصين في قضايا الاستئناف الشرعية. قوانين الأحوال الشخصية مستمدة من الشريعة.

### مالي
لديها نظام قانون مدني متأثر بالقانون العرفي. في المناطق الحضرية، القانون الوضعي شائع. في المناطق الريفية، يسود القانون العرفي عادةًَ. والشريعة هي المصادر الغالبة للقانون العرفي في الريف. تنص المادة 25 من الباب الثاني من دستور مالي على أنها دولة علمانية.

### موريتانيا
الشريعة هي المصدر لقانون العقوبات على جرائم مثل البدع والردة والإلحاد ورفض الصلاة والزنا وتعاطي الكحول. وتشمل العقوبات الرجم والبتر والجلد.

### موريشيوس
تنطبق قوانين الأحوال الشخصية الإسلامية على المسلمين. يُسمح بتعدد الزوجات لكن الحكومة تعترف رسميًا بالزواج الأحادي.

### المغرب
في عام 1956، صدر قانون الأحوال الشخصية (المدونة) على أساس المذهب المالكي السائد في الفقه الشرعي. تنظر المحاكم الشرعية الإقليمية أيضًا في قضايا الأحوال الشخصية عند الاستئناف. في مسائل قانون الأسرة، شهادة المرأة تساوي نصف شهادة الرجل. مع إصلاحات عام 2003 لقانونها الجنائي، أصبحت المادة 222 من قانونها الجنائي الجديد مستمدة من الشريعة الإسلامية؛ المواد 220 - 221، 268 - 272 من قانونها الجنائي تقنن بالمثل تلك الأنشطة كجرائم محظورة بموجب الشريعة. اعتمد المغرب دستورًا جديدًا في 2011 ؛ منحت المادة 41 من هذا الدستور السلطة الوحيدة للمجلس الأعلى للعلماء لتوجيه قوانينه من خلال الفتاوى مُستمدة من مبادئ الإسلام.

### موزمبيق
صرحت باولا راينها أن «النظام القانوني في موزمبيق يمكن اعتباره قائمًا على القانون المدني (على الأقل النظام القانوني الرسمي) والتشريع هو المصدر الأساسي للقانون».

### النيجر
لم تعتمد أي عنصر من عناصر الشريعة.

### نيجيريا

استخدام الشريعة في نيجيريا:
تطبق الشريعة على قضايا الأحوال الشخصية والقانون الجنائي
تطبق الشريعة في قضايا الأحوال الشخصية فقط
لا تلعب الشريعة أي دور في النظام القضائي

تنص الشريعة: حتى عام 1999، كانت الشريعة تطبق في المقام الأول على المسائل المدنية، لكن اثنتي عشرة ولاية من أصل ستة وثلاثين ولاية في نيجيريا قد وسعت الشريعة لتشمل المسائل الجنائية. يمكن للمحاكم الشرعية أن تأمر بالبتر، وقد تم تنفيذ عدد قليل منها. الولايات الإسلامية اثني عشر هي زامفارا، بوتشي، بورنو، غومبي، جيغاوا، كادونا، كانو، كاتسينا، كيبي، النيجر، سوكوتو ويوبي.
لم تبدأ بورنو وغومبي ويوبي بعد في تطبيق قوانين العقوبات الشرعية الخاصة بهم.
يوجد في باقي نيجيريا نظام قانوني مختلط من القانون العام الإنجليزي والقانون التقليدي.

### السنغال
يقوم النظام القانوني في السنغال على القانون المدني الفرنسي. قانون الأسرة لعام 1972 (Code de la famille)  علماني بطبيعته. لا تسمح الشريعة بموجب المادة 571 من قانون الأسرة إلا في حالة الميراث بغير وصية، وفقط إذا أظهر الشخص في حياته رغبته في أن تكون وراثته خاضعة للشريعة. يتم الفصل في معظم حالات الخلافة بموجب هذا الحكم. كانت هناك محاولات سياسية متزايدة لإدخال المزيد من الضوابط الشرعية.

### سيراليون
لديها نظام قانون عام متأثر بالقانون العرفي.

### الصومال
تم تبني الشريعة في عام 2009. تنص المادة 2 من الدستور الصومالي لعام 2012 على أنه لا يجوز سن قانون لا يتوافق مع المبادئ والأهداف العامة للشريعة الإسلامية. تؤثر الشريعة حاليًا على جميع جوانب حير بالإضافة إلى النظام القانوني الرسمي في الصومال.

### السودان
سبق إعلان الشريعة المصدر الرئيسي لجميع التشريعات في دساتير السودان للأعوام 1968 و 1973 و 1998. في عام 2005، اعتمد السودان دستورًا وطنيًا مؤقتًا. لقد أزال بعض الإشارات إلى الشريعة، لكنه شمل القوانين الجنائية والمدنية والشخصية المستمدة من الشريعة، بالإضافة إلى عقوبات الحدود التي تفرضها الشريعة. ينص القانون الجنائي لعام 1991 على عقوبات تشمل أربعين جلدة لشرب الخمر وبتر اليد اليمنى لسرقة قيمة معينة والرجم بالزنا. ومع ذلك، لا يوجد أي سجل لأي بتر أو رجم حدث في السودان.
انتهى استخدام الشريعة في السودان في سبتمبر 2020، عندما أصبح السودان رسميًا دولة علمانية بعد أن وافقت الحكومة الانتقالية في السودان على فصل الدين عن الدولة، منهية 30 عامًا من الحكم الإسلامي والإسلام كدين رسمي للدولة في الدولة الواقعة في شمال إفريقيا. كما ألغت قانون الردة والجلد العلني.

### تنزانيا
تنطبق الشريعة على المسلمين بموجب قانون القضاء وتطبيقات القوانين، مما يمكّن المحاكم من تطبيق الشريعة على مسائل الخلافة في المُجتمعات التي تتبع الشريعة عمومًا في مسائل الأحوال الشخصية والميراث. على عكس تنزانيا القارية، زنجبار تحتفظ بالمحاكم الإسلامية.

### توجو
لديها نظام القانون العرفي.

### تونس
تونس لديها تقليد علماني طويل بنظام قانوني قائم على القانون المدني الفرنسي. يحظر قانون الأحوال الشخصية، الذي يعتبر مرجعاً في قانون الأسرة العلماني في العالم العربي، تعدد الزوجات والطلاق خارج نطاق القضاء. ألغيت المحاكم الشرعية في عام 1956. ولكن تستند قوانين الميراث بشكل غير مباشر إلى الفقه الإسلامي، و تمنح هذه القوانين المرأة نصف نصيب الرجل في الملكية.

### أوغندا
تسمح المادة 129 (1) (د) من الدستور للبرلمان بأن ينشئ بموجب القانون «محاكم القاضي للزواج والطلاق ووراثة الممتلكات والوصاية».

## الأمريكيتان

### كندا
تم حظر الشريعة صراحة في كيبك، والتي أيدتها بالإجماع ضدها في عام 2005 من قبل الجمعية الوطنية في كيبيك، بينما تسمح مقاطعة أونتاريو بالتحكيم في نزاعات قانون الأسرة فقط بموجب قانون أونتاريو.

### غيانا
البلاد لديها نظام القانون العام.

### سورينام
البلاد لديها نظام القانون المدني.

### الولايات المتحدة الأمريكية
في الولايات المتحدة، قامت ولايات مختلفة بتجريم الشريعة، أو تمرير شكل من أشكال إجراءات الاقتراع التي «تحظر على محاكم الولايات النظر في القانون الأجنبي أو الدولي أو الديني». اعتبارًا من 2014 وتشمل هذه ألاباما وأريزونا وكانساس ولويزيانا ونورث كارولينا وساوث داكوتا وتينيسي.

## آسيا

### أفغانستان
يُطبق القانون الجنائي في أفغانستان إلى حداً كبيراً الشريعة الإسلامية. قدّم القانون الجنائي 1976 نظام شبه علماني لجميع التعزيرات في الجرائم، لكنه نص على تطبيق الحد والقِصاص والديّة وفقا لمبادئ الفقه الحنفي. من الناحية العملية، اعتبارًا من عام 2003، لم يتم تطبيق قانون 1976 على نطاق واسع، واعتمدت جميع المحاكم تقريبًا، بما في ذلك المحكمة العليا في أفغانستان، على الشريعة الإسلامية مباشرة.

### أذربيجان
أعلن الدستور أن الحكومة علمانية.

### البحرين
تنص المادة 2 من دستور البحرين لعام 2002 كما تم اعتماده في الأصل، وكذلك بعد تعديل فبراير 2012، على أن الشريعة الإسلامية هي المصدر الرئيسي للتشريع. أربعة مستويات من المحاكم العادية لها اختصاص في القضايا المتعلقة بالمسائل المدنية والإدارية والجنائية، مع محكمة النقض وهي أعلى محكمة مدنية في البحرين؛ في جميع الأمور، يتعين على القضاة اللجوء إلى الشريعة في حالة الصمت أو عدم الوضوح. تتعامل المحاكم الشرعية مع قوانين الأحوال الشخصية.
تم تقنين قانون الأحوال الشخصية في عام 2009 لتنظيم شؤون الأحوال الشخصية. ينطبق فقط على المسلمين السنة؛ لا يوجد قانون مقنن للأحوال الشخصية للشيعة. تساوي شهادة المرأة المسلمة في المحاكم الشرعية نصف شهادة الرجل المسلم.

### بنغلاديش
بنجلاديش لديها دستور علماني ولكن الزواج والطلاق والنفقة والميراث تنظمها الشريعة للمسلمين. ينطبق تطبيق قانون الأحوال الشخصية للمسلمين على الشريعة لعام 1937على المسلمين في جميع الأمور المتعلقة بشؤون الأسرة. يطبق قانون الأسرة الإسلامي من خلال نظام المحاكم العادي. لا توجد قيود على الزواج بين الأديان.

### بروناي
تفصل المحاكم الشرعية في قضايا الأحوال الشخصية أو القضايا المتعلقة بالجرائم الدينية. أعلن السلطان حسن البلقية في عام 2011 عن رغبته في إقرار القانون الجنائي الإسلامي في أسرع وقت ممكن. قانون العقوبات الجديد الذي سُن في مايو 2014 سوف ينص في نهاية المطاف على عقوبات الشريعة، بما في ذلك قطع الأطراف في جرائم الملكية والموت رجما بسبب الزنا والمثلية الجنسية.

### الهند
يوجّه قانون تطبيق الأحوال الشخصية للمسلمين على الشريعة لعام 1937 تطبيق قانون الأحوال الشخصية للمسلمين في عدد من المجالات المختلفة، والتي تتعلق أساسًا بقانون الأسرة.

### إندونيسيا
آتشيه هي الجزء الوحيد من إندونيسيا الذي تطبق الشريعة على القانون الجنائي. عالجت المحاكم الإسلامية في آتشيه منذ فترة طويلة قضايا الزواج والطلاق والميراث. بعد إصدار تشريع خاص للحكم الذاتي في عام 2001، امتد نطاق المحاكم ليشمل العدالة الجنائية. يمكن معاقبة الجرائم مثل العزلة مع فرد من غير الأقارب من الجنس الآخر والمقامرة وخرق قواعد الزي الإسلامي بالضرب بالعصا العامة. في عام 2014، وسعت حكومة إقليم أتشيه نطاق الشريعة، وسنت وفرضت الشريعة لتطبيقها على غير المسلمين أيضًا.

### إيران
تنص المادة 167 من الدستور على أن جميع الأحكام القضائية يجب أن تستند إلى «مصادر إسلامية موثوقة وفتاوى صحيحة». الكتاب الثاني من قانون العقوبات الإسلامي لإيران مكرس بالكامل لعقوبات الحدود. رأى العلماء أن التطبيق الإيراني للشريعة مرن للغاية ويتعارض بشكل مباشر مع التفسيرات التقليدية للشريعة.

### العراق
تحدد المادة 1 من القانون المدني الشريعة كمصدر رئيسي للتشريع. جعل قانون عام 1958 تعدد الزوجات صعبًا للغاية، ومنح حضانة الطفل للأم في حالة الطلاق، وحظر الطلاق والزواج دون سن 16 عامًا. في عام 1995، فرض العراق عقوبة الشريعة على أنواع معينة من الجرائم الجنائية.
ويستند النظام القانوني العراقي على القانون المدني الفرنسي وكذلك التفسيرات السُنية والجعفرية (الشيعية) للشريعة. تسمح المادة 41 من الدستور بأن تخضع مسائل الأحوال الشخصية (مثل الزواج والطلاق والميراث) لقواعد كل مجموعة دينية. لم يتم تطبيق المادة بعد، ولا يزال قانون الأحوال الشخصية الموحد ساري المفعول الذي يبني على قانون الأحوال الشخصية لعام 1959.

### فلسطين / فلسطين التاريخية
الشريعة هي أحد مصادر التشريع للمواطنين المسلمين. الشريعة ملزمة في قضايا قانون الأحوال الشخصية للمواطنين المسلمين. نشأت المحاكم الشرعية في فلسطين المحتلة كاستمرار للمحاكم الشرعية العثمانية، التي كانت ولايتها القضائية مقيدة في ظل الانتداب البريطاني. تعمل المحاكم الشرعية تحت اختصاص وزارة العدل وتفصل في القضايا المتعلقة بالزواج والطلاق والنفقة المالية والأهلية القانونية والوصاية وحضانة الأطفال والأبوة ومنع العنف الأسري والتحول إلى الإسلام والميراث، من بين أمور أخرى.

### الأردن
يوجد في الأردن محاكم شرعية ومحاكم مدنية. للمحاكم الشرعية ولاية قضائية على قوانين الأحوال الشخصية، والقضايا المتعلقة بالديّة (الدية في قضايا الجرائم التي يكون فيها الطرفان مسلمين، أو أحدهما يوافق المسلم وغير المسلم على اختصاص المحكمة الشرعية)، والمسائل المتعلقة بالأوقاف الإسلامية. قانون الأسرة النافذ هو قانون الأحوال الشخصية لعام 1976، الذي يقوم على الشريعة الإسلامية. في المحاكم الشرعية تعادل شهادة امرأتين شهادة الرجل.

### كازاخستان
كانت الشريعة سارية المفعول حتى أوائل عام 1920. دستور عام 1995 لا يقوم على الشريعة.

### الكويت
تحدد المادة 2 من دستور الكويت الشريعة الإسلامية كمصدر رئيسي للتشريع. وفقًا للأمم المتحدة، فإن النظام القانوني في الكويت هو مزيج من القانون العام البريطاني، والقانون المدني الفرنسي، والقانون المدني المصري، والشريعة الإسلامية. يستند قانون الأحوال الشخصية المبني على الشريعة الإسلامية إلى الفقه المالكي، أما بالنسبة للشيعة، فإن مدرستهم الإسلامية تنظم الأحوال الشخصية. أمام محكمة الأسرة شهادة المرأة تساوي نصف شهادة الرجل. الكويت تحجب محتوى الإنترنت المحظور شرعا.

### قيرغيزستان
لديها نظام قانون مدني.

### لبنان
يقوم النظام القانوني في لبنان على مزيج من القانون المدني والشريعة والقوانين العثمانية. هناك ثمانية عشر ديانة رسمية في لبنان، لكل منها قانون الأسرة والمحاكم الدينية. لتطبيق قوانين الأحوال الشخصية، هناك ثلاثة أقسام منفصلة: سني، شيعي وغير مسلم. ينص قانون 16 يوليو 1962 على أن الشريعة تحكم قوانين الأحوال الشخصية للمسلمين، مع الشريعة السنية والجعفرية الشيعية.

### ماليزيا
يعترف الجدول 9 من الدستور الماليزي بالشريعة كموضوع للدولة ؛ بعبارة أخرى، تتمتع ولايات ماليزيا بسلطة سن وفرض الشريعة الإسلامية. تم تمرير قوانين القانون الجنائي الإسلامي على مستوى الولاية في تيرينجانو، كيلانتان  وبيرليس،  ولكن اعتبارًا من عام 2014، لم يتم تنفيذ أي من هذه القوانين، لأنها تتعارض مع الدستور الاتحادي.
يلتزم المسلمون بالشريعة في الأمور الشخصية، بينما يتبع أتباع الديانات الأخرى القانون المدني. المسلمون مطالبون باتباع الشريعة في شؤون الأسرة والممتلكات والدينية. في عام 1988، تم تعديل الدستور لينص على أن المحاكم المدنية لا يمكنها الاستماع إلى الأمور التي تقع ضمن اختصاص المحاكم الشرعية.

### جزر المالديف
تسمح المادة 15 من القانون رقم 1/81 (قانون العقوبات) بعقوبات الحدود. تنص المادة 156 من الدستور على أن القانون يتضمن قواعد وأحكام الشريعة الإسلامية.

### ميانمار
في ميانمار، تم تطبيق الشريعة على قضايا الأحوال الشخصية منذ الحقبة الاستعمارية، بموجب المادة 13 من قانون بورما لعام 1898. كما قررت سوابق المحكمة أن قضايا الوقف يجب أن يتم الفصل فيها بموجب الشريعة الإسلامية. ينص قانون فسخ الزواج الإسلامي في ميانمار لعام 1952 على أن للمرأة المسلمة الحق في تطليق زوجها لأسباب مناسبة. يتم الفصل في المسائل المتعلقة بالشريعة الإسلامية من قبل المحاكم المدنية.

### سلطنة عمان
الشريعة الإسلامية هي أساس التشريع في عمان حسب المادة 2 من دستورها، وقد صدرت بالمرسوم السلطاني 101/1996. نظم قانون الأحوال الشخصية (الأسرة) الصادر بالمرسوم الملكي 97/32 أحكام الشريعة الإسلامية. دوائر المحاكم الشرعية داخل نظام المحاكم المدنية مسؤولة عن مسائل الأحوال الشخصية. ينص قانون صدر عام 2008 على أن شهادات الرجال والنساء أمام المحاكم متساوية.
يقوم القانون الجنائي العماني على مزيج من الشريعة والقانون العام الإنجليزي. يعتمد القانون التجاري العماني إلى حد كبير على الشريعة. المادة 5 من قانون التجارة لديها تقصير في أسبقية الشريعة في حالات الارتباك أو الصمت أو التعارض.

### باكستان
يعترف دستور باكستان بأن الله هو صاحب السيادة الوحيد للكون والبرلمان كمندوب. ينص دستور باكستان على أن جميع القوانين تتوافق مع الإسلام ولا تتعارض مع القرآن أو السنة النبوية. قام مجلس الفكر الإسلامي بمراجعة تشريعات العصر البريطاني ووجد أن معظمها لا يتعارض مع الشريعة. تم إعلان الشريعة باعتبارها القانون الأعلى لباكستان في عام 1991 تطبيق قانون الشريعة. ينص القسم 4 على أن المحاكم تختار تفسيرًا لقانون يتفق مع الفقه الإسلامي ومبادئه.

### الفلبين

المحاكم الشرعية في مينداناو.

توجد محاكم شرعية ومُحاكمات الدائرة في مينداناو، التي تضم الأقلية الفلبينية المسلمة الكبيرة في البلاد. تم إنشاء المحاكم الجزئية الشرعية (SDCs) ومحاكم الدوائر الشرعية (SCCs) في عام 1977 من خلال المرسوم الرئاسي 1083، والذي يُعرف أيضًا باسم قانون الأحوال الشخصية للمسلمين. تنطبق الشريعة فقط على القضايا المدنية التي تشمل جميع المسلمين في جميع أنحاء البلاد.
يتم التعامل مع القضايا في بانجسامورو واثنين من مقاطعات مينداناو خارج المنطقة المتمتعة بالحكم الذاتي من قبل كل من المحاكم الشرعية والمحاكم الدائرة، والتي تم تنظيمها في خمس مناطق شرعية. خارج هذه المناطق، تتم معالجة القضايا المتعلقة بالشريعة في المحاكم المدنية بموجب جلسة من مناطق الشريعة الخمس. يتم التعامل مع جميع القضايا الأخرى، بما في ذلك القضايا الجنائية، من قبل المحاكم المدنية المحلية.

### دولة قطر
الشريعة الإسلامية هي المصدر الرئيسي للتشريع القطري وفقًا لدستور قطر. تطبق الشريعة على القوانين المتعلقة بقانون الأسرة والميراث والعديد من الأفعال الإجرامية (بما في ذلك الزنا والسرقة والقتل). في بعض الحالات في محاكم الأسرة الشرعية، تكون شهادة المرأة تساوي نصف شهادة الرجل وفي بعض الحالات لا تقبل الشاهدة على الإطلاق.

### المملكة العربية السعودية
القانون السعودي قائم بالكامل على الشريعة. لا يوجد قانون مقنن للأحوال الشخصية، مما يعني أن القضاة في المحاكم يحكمون على أساس تفسيراتهم الخاصة للشريعة. انظر النظام القانوني للمملكة العربية السعودية. ومع ذلك، اعتبارًا من عام 2021، أصبح لدى المملكة العربية السعودية قوانين جديدة مُقننة تشمل قانون الأحوال الشخصية، وقانون المُعاملات المدنية، وقانون العقوبات التقديرية، وقانون الإثبات الذي نفذه محمد بن سلمان.

### سنغافورة
يجوز للمحاكم الشرعية أن تسمع وتحدد الإجراءات التي يكون فيها جميع الأطراف مسلمين أو التي تزوجت الأطراف المعنية بموجب القانون الإسلامي. للمحكمة اختصاص في القضايا المتعلقة بالزواج، والطلاق، والخطبة، وبطلان الزواج، والانفصال القضائي، وتقسيم الممتلكات عند الطلاق، ودفع المهر، والنفقة، والمتعة.

### سيريلانكا
تخضع الشؤون الخاصة للمسلمين للقانون الإسلامي، بما في ذلك الزواج والطلاق وحضانة النفقة. تم تقنين مبادئ الشريعة الإسلامية في القانون رقم 13 لعام 1951 لقانون الزواج والطلاق (للمسلمين)؛ القانون رقم 10 لعام 1931 قانون الخلافة الإسلامية بلا وصية والقانون رقم 51 لعام 1956 قانون المساجد الإسلامية والصناديق الخيرية أو الأوقاف.

### سوريا
تعلن المادة 3 من الدستور السوري لعام 1973 أن الفقه الإسلامي هو أحد المصادر الرئيسية للتشريع في سوريا. قانون الأحوال الشخصية 59 لعام 1953 (المعدل بالقانون 34 لعام 1975) هو في الأساس من الشريعة المقننة. يتم تطبيق قانون الأحوال الشخصية على المسلمين من قبل المحاكم الشرعية. في المحاكم الشرعية، شهادة المرأة تساوي نصف شهادة الرجل فقط.

### طاجيكستان
أعلن الدستور أن الحكومة علمانية.

### تايلاند

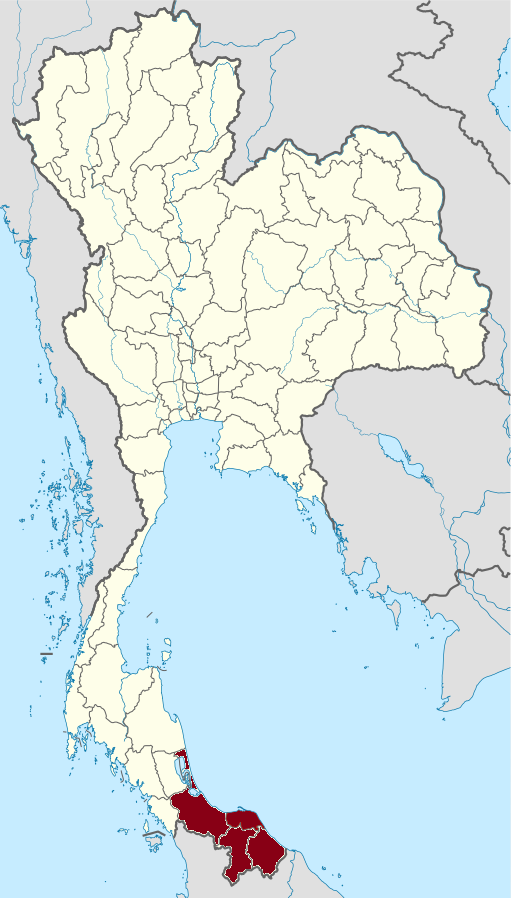
مقاطعات تطبيق الشريعة في تايلاند

في مقاطعات يالا وناراثيوات وباتاني وسونغكلا، يُسمح بالشريعة لتسوية قضايا الأسرة والميراث بموجب قانون عام 1946.
المقاطعات المتبقية في تايلاند لديها نظام قانون مدني مع تأثيرات القانون العام.

### تركيا
مصدر القانون في تركيا هي مبادئ العلمانية، وقال الرئيس التركي رجب طيب أردوغان بعد فوزه في الإنتخابات الأخيرة:"نحن ملتزمون بمبادئنا العلمانية".

### تركمانستان
تنص المادة 11 من الدستور على أن الجماعات الدينية مُنفصلة عن الدولة ونظام التعليم الحكومي. لكن النظام القانوني هو قانون مدني بتأثيرات إسلامية.

### الإمارات العربية المتحدة

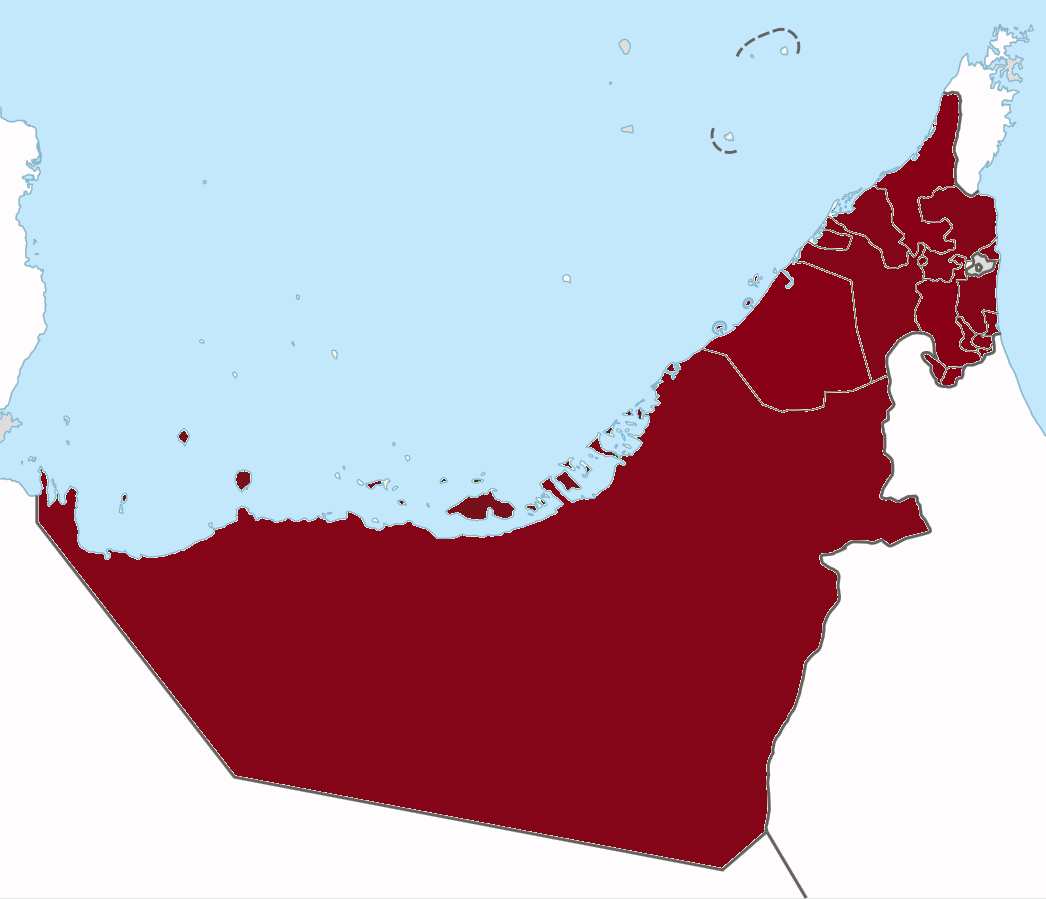
تطبيق الشريعة في الإمارات:
تطبق الشريعة على قضايا الأحوال الشخصية والإجراءات الجنائية.
تطبق الشريعة في قضايا الأحوال الشخصية.

يتألف نظام المحاكم من محاكم شرعية ومحاكم مدنية. العقوبة البدنية القضائية هي شكل قانوني من أشكال العقوبة في دولة الإمارات العربية المتحدة بسبب المحاكم الشرعية. يستخدم الجلد في الإمارات كعقوبة على الجرائم الجنائية مثل الزنا والجنس قبل الزواج والدعارة. في معظم الإمارات ، يتكرر جلد المسلمين، خاصة في حالة الزنا والدعارة والسكر، وتتراوح الأحكام بين 80 و 200 جلدة. بين عامي 2007 و 2013، حُكم على العديد من الأشخاص بالجلد 100 جلدة. علاوة على ذلك ، في 2010 و 2012، حُكم على العديد من المسلمين بالجلد 80 جلدة بسبب تعاطي الكحول. بموجب قانون الإمارات العربية المتحدة، يُعاقب على ممارسة الجنس قبل الزواج بـ 100 جلدة.
الرجم هو شكل قانوني من أشكال العقوبة القضائية في الإمارات العربية المتحدة. في عام 2006، حكم على وافد بالإعدام رجما لارتكابه الزنا. بين عامي 2009 و 2013، حُكم على عدة أشخاص بالإعدام رجماً. في مايو 2014، حُكم على خادمة آسيوية بالإعدام رجماً في أبو ظبي. تملي الشريعة قانون الأحوال الشخصية الذي ينظم أمور مثل الزواج والطلاق وحضانة الأطفال. يُطبق قانون الأحوال الشخصية المبني على الشريعة على المسلمين وأحيانًا غير المسلمين.
في جميع الإمارات، يحظر على المسلمات الزواج من غير المسلمين. في الإمارات العربية المتحدة، يعاقب القانون على الزواج بين امرأة مسلمة ورجل غير مسلم، لأنه يعتبر شكلاً من أشكال «الزنا».
دبي ورأس الخيمة ليسا جزء من النظام القضائي الاتحادي.

### أوزبكستان
لديها نظام قانون مدني.

### اليمن
ينظم القانون رقم 20 لسنة 1992 الأحوال الشخصية. يذكر الدستور الشريعة. ينص قانون العقوبات على تطبيق عقوبات الحد على جرائم معينة، على الرغم من عدم وضوح مدى التطبيق. تنص المادة 263 من قانون العقوبات لعام 1994 على أن «الزاني والزانية دون اشتباه أو إكراه يعاقبان بالجلد بمائة جلدة إذا لم يكن متزوجا. [. . . ] إذا كان الزاني أو الزانية متزوجان يعاقبان بالرجم حتى الموت».

## أوروبا

### البوسنة والهرسك
لديها نظام قانون مدني.

### ألمانيا
في ظل ظروف معينة، تعترف المحاكم الألمانية بقواعد الشريعة بشأن العلاقات المحلية بناءً على القانون الدولي الخاص إذا لم يكن أي طرف يحمل الجنسية الألمانية. يجب ألا تنتهك النتيجة مبادئ النظام القانوني الألماني وفقًا للنظام العام.

### اليونان
في تراقيا الغربية، بموجب شروط معاهدة سيفر لعام 1920 ومعاهدة لوزان لعام 1923، كان للمحاكم الشرعية تاريخياً سلطة قضائية حصرية على السكان المسلمين في القضايا المتعلقة بقانون الأسرة. منذ عام 2018، تم منح المسلمين في المنطقة خيار تسجيل الزواج المدني ومتابعة القضايا المدنية في نظام المحاكم الوطنية. كما تسمح معاهدة لوزان بإنشاء الأوقاف.
في أجزاء أخرى من اليونان، يخضع جميع الأشخاص حصريًا لأحكام القانون المدني، بغض النظر عن دينهم.

### المملكة المتحدة
إنجلترا وويلز : مجالس الشريعة، التي ليس لها وضع قانوني ولا اختصاص قانوني، يتم استشارتهم من قبل العديد من المسلمين كمصدر للإرشاد الديني وكمثال لمنح الطلاق الديني. وبالمثل، تُمنح هيئات التحكيم الإسلامية اعترافًا محدودًا بصفتها ممولًا للتحكيم. 
في عام 2018، اعترفت محكمة بريطانية بالشريعة في حكم الطلاق في عام 2018، مشيرة إلى أن الزوجين المسلمين المتزوجين بموجب الشريعة سيتم الاعتراف به أيضًا بموجب القانون البريطاني وأن المرأة قد تطالب بنصيبها من الأصول في الطلاق.

## الأقاليم ذات الاعتراف المحدود

### كوسوفو
نظام القانون المدني.

### شمال قبرص
لديها نظام قانوني علماني له تأثير كبير على القوانين التركية الحديثة. المعلومات حول ما إذا كان القانون المدني أو العام ينطبق لا تزال غامضة للغاية.

### الجمهورية العربية الصحراوية الديمقراطية
يتمتع القضاة المحليون (قضاة الشريعة) بسلطة قضائية على قضايا الأحوال الشخصية وقانون الأسرة.

### صوماليلاند
تطبيق القانون الإسلامي والعرفي.